# ساوثولد (نيويورك)
بلدة ساوثولد هي واحدة من عشر مدن في مقاطعة سوفولك، نيويورك، الولايات المتحدة. تقع في الطرف الشمالي الشرقي من المقاطعة، تحديداً في منطقة نورث فورك في جزيرة لونغ آيلاند . كان عدد سكانها وفق تعداد 2020 نحو 23.732 نسمة. تحتوي المدينة أيضًا على قرية صغيرة تسمى ساوثولد، والتي استوطن للمرة الأولى عام 1640.

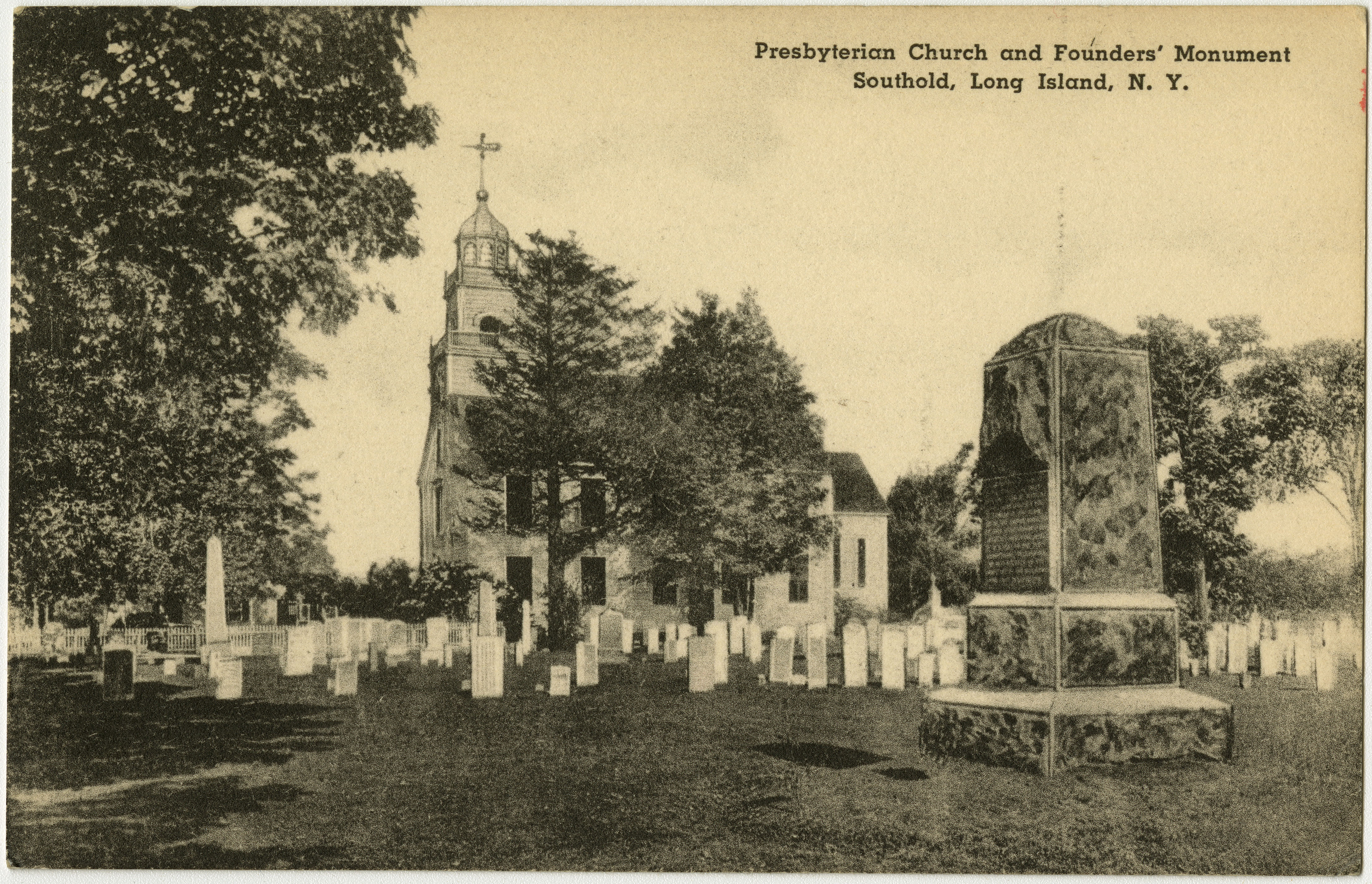
كنيسة ساوثولد المشيخية ونصب المؤسسين، ساوثولد، نيويورك

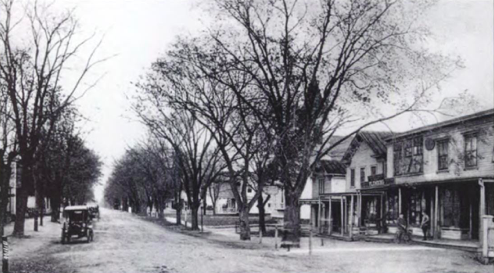
ساوثولد، الشارع الرئيسي، حوالي عام 1915

## التركيبة السكانية
وفقاً لتعداد السكان عام 2000، كان عدد سكان ساوثولد  20،599 نسمة، و8،461 أسرة، و5،804 أسرة مقيمة في البلدة. كانت الكثافة السكانية383.5 نسمة لكل ميل مربع (148.1\كم مربع). تضمنت البلدة 13769 وحدة سكنية بمتوسط كثافة 256.3 لكل ميل مربع (99.0/كم2). أما التركيب العرقي للمدينة فيشمل 93.53٪ من ذوي البشرة البيضاء، 2.91٪ من ذوي البشرة السوداء (أو أمريكيين من أصل أفريقي)، 0.07٪ أمريكيين أصليين، 0.45٪ آسيويين، 0.07٪ من جزر المحيط الهادئ، 1.51٪ من عرقيات أخرى، و1.47٪ من عرقيتين اثنتين أو أكثر. 
بلغ عدد الأسر 8،461 أسرة، 26.5٪ منها لديها أطفال تقل أعمارهم عن 18 عامًا يعيشون مع الأسرة، و56.8٪ من الأسر يديرها أزواج يعيشون معًا بينما 8.5٪ تديرها ربة منزل بدون زوج، و31.4٪ من غير العائلات. 26.6٪ من جميع الأسر كانت مكونة من عدة أفراد و15.1٪ عبارة عن شخص يعيش بمفرده يبلغ من العمر 65 عامًا أو أكثر. كان متوسط حجم الأسرة 2.40.
يتنوع السكان في مدينة ساوثولد من حيث الأعمار، حيث  21.5٪ تحت سن 18، و5.2٪ من 18 إلى 24 سنة، و23.8٪ من 25 إلى 44 سنة، و26.5٪ من 45 إلى 64 سنة، و23.1٪ من الذين بلغوا 65 عامًا أو أكبر. أما متوسط الأعمار فهو 45 سنة. لكل 100 أنثى هناك 93.3 ذكر. لكل 100 أنثى من سن 18 فما فوق هناك 90.2 ذكر.
كان متوسط الدخل للأسرة 61,108 دولارًا. متوسط دخل الذكور قدره 46،334 دولارًا مقابل 31،440 دولارًا للإناث. أما ناتج الدخل القومي للمدينة فكان 27,619 دولار. حوالي 4.1٪ من الأسر و5.8٪ من السكان كانوا تحت خط الفقر، منهم  7.2٪ من أولئك الذين تقل أعمارهم عن 18 عامًا و5.4٪ من أولئك الذين بلغوا 65 عامًا أو أكثر.

## المجتمعات والمواقع

### القرى (مدمجة)
- جرينبورت، تقع بالقرب من أقصى الطرف الشرقي من البر الرئيسي.

### القرى (غير مدمجة)
- كوتشوغوي، في الجزء الغربي من المدينة، في الأصل قرية زراعية
- شرق ماريون، في الجزء الشرقي من المدينة
- جزيرة فيشرز، قرية صغيرة تقع في جزيرة فيشرز
- لوريل على خط البلدة الغربي
- ماتيتوك، في الجزء الغربي من المدينة، استوطنت في عام 1680
- نيو سوفولك، في الجزء الجنوبي الغربي من المدينة
- أورينت، الطرف الشرقي من البر الرئيسي
- بيكونيك، في الجزء الأوسط من المدينة، جنوب غرب قرية ساوثولد
- ساوثولد، استوطنت قرية ساوثولد الصغيرة في عام 1640.

### الجزر
- جزيرة فيشرز، في الطرف الشرقي من لونغ آيلاند ساوند
- جزيرة غول الكبرى (غير مأهولة) تقع شرق جزيرة بلوم وغرب جزيرة فيشر
- جزيرة غول الصغرى (غير مأهولة) تقع شرق جزيرة غريت غول
- جزيرة بلوم، فيها منشأة أبحاث مقيدة شرق أورينت بوينت
- جزيرة روبينز، تقع في خليج بيكونيك العظيم

### المتنزّهات الحكومية
- محمية هالوك ستيت بارك
- حديقة أورينت بيتش الحكومية، حديقة حكومية في أورينت بوينت

## الثقافة
تتمتع بلدة ساوثولد، وبقية مناطق الطرف الشرقي، بتاريخ ثقافي ثري للغاية. عاش في المدينة عدد من الفنانين المشهورين عالميًا مثل دوغلاس مور،  وروبرت بيركس،  ووالت ويتمان. يوجد في جميع أنحاء المدينة عدد لا يحصى من المعارض الفنية والاستوديوهات، وتضم مجتمعًا غنيًا من الموسيقيين. شهد مطعم ومطعم ذا غرين هيل كيتشن  عروضاً من عظماء موسيقى الجاز الحديثة مثل تومي كامبل (موسيقي) وجيل غولدستاين وأليكس سيبياغين وموريس غولدبرغ.

## أنظر أيضا
- السجل الوطني للأماكن التاريخية في قوائم ساوثولد (بلدة) ، نيويورك
- مكتبة ساوثولد المجانية

## روابط خارجية
- بلدة ساوثولد
- ويتاكر، افر. تاريخ ساوثولد، لي: القرن الأول (متاح من HathiTrust)
- نورث فورك - دليل زوار ساوثولد تاون

قالب:مقاطعة سوفولك (نيويورك)